# Saison 2018 de l'équipe cycliste Madison Genesis
La saison 2018 de l'équipe cycliste Madison Genesis est la sixième de cette équipe.

## Préparation de la saison 2017

### Arrivées et départs
| Arrivées           | Équipe 2017                   |
| ------------------ | ----------------------------- |
| George Atkins      | Bike Channel-Canyon           |
| Michael Cuming     | Neon Velo                     |
| Isaac Mundy        | PMR@ToachimHouse              |
| George Pym         | Metaltek-Kuota                |
| Neil van der Ploeg | IsoWhey Sports-Swiss Wellness |

| Départs         | Équipe 2018           |
| --------------- | --------------------- |
| Alexandre Blain | Team Cycliste Azuréen |
| Matt Cronshaw   |                       |
| Joe Evans       | Saint Piran           |
| Gruffudd Lewis  | Ribble                |
| Alex Paton      | Canyon Eisberg        |

## Coureurs et encadrement technique

### Effectif
| Cycliste           | Date de naissance  | Nationalité      | Équipe 2017                   |  |
| ------------------ | ------------------ | ---------------- | ----------------------------- |  |
| George Atkins      | 18 août 1991       | Royaume-Uni      | Bike Channel-Canyon           |  |
| Michael Cuming     | 18 décembre 1990   | Royaume-Uni      | Neon Velo                     |  |
| Taylor Gunman      | 14 mars 1991       | Nouvelle-Zélande | Madison Genesis               |  |
| Richard Handley    | 1er septembre 1990 | Royaume-Uni      | Madison Genesis               |  |
| Matthew Holmes     | 8 décembre 1993    | Royaume-Uni      | Madison Genesis               |  |
| Tobyn Horton       | 7 octobre 1986     | Royaume-Uni      | Madison Genesis               |  |
| Jonathan McEvoy    | 2 août 1989        | Royaume-Uni      | Madison Genesis               |  |
| Isaac Mundy        | 7 octobre 1994     | Royaume-Uni      | PMR@ToachimHouse              |  |
| George Pym         | 30 mai 1994        | Royaume-Uni      | Metaltek-Kuota                |  |
| Erick Rowsell      | 29 juillet 1990    | Royaume-Uni      | Madison Genesis               |  |
| Connor Swift       | 31 octobre 1995    | Royaume-Uni      | Madison Genesis               |  |
| Neil van der Ploeg | 23 septembre 1987  | Australie        | IsoWhey Sports-Swiss Wellness |  |

## Bilan de la saison

### Victoires
| Date | Course | Pays | Classe | Vainqueur |
| ---- | ------ | ---- | ------ | --------- |